# Alice in Wonderland (1931)
Alice in Wonderland ist ein US-amerikanischer Schwarz-Weiß-Film aus dem Jahr 1931. Es handelt sich dabei um die erste Verfilmung von Lewis Carrolls Roman Alice im Wunderland als Tonfilm und somit um die erste Verfilmung unter Verwendung der Dialoge von Lewis Carroll. Die Premiere fand im Warner Theatre in New York statt.

## Handlung
Alice folgt einem weißen Kaninchen in das Wunderland, wo sie die schlecht gelaunte Köchin und die Herzogin trifft. Sie besucht eine Tee-Party, auf der sie den verrückten Hutmacher, den Märzhasen und die Haselmaus kennenlernt, während die Grinsekatze ihr Grinsen zurücklässt. Sie verärgert die Raupe, und die Herzkönigin droht, sie zu enthaupten. Mit der Herzogin trifft Alice den Greifen und die Suppenschildkröte. Nach einem grotesken Prozess hat Alice die seltsamen Ereignisse satt.

## Hintergründe
Der Film wurde 1931 als Low-Budget-Produktion in den Metropolitan Studios in Fort Lee, New Jersey mit Laiendarstellern inszeniert. Er entstand im Vorgriff zum 100. Geburtstag des Autors Lewis Carroll im folgenden Jahr, der ein Alice-Fieber sowohl in Nordamerika, als auch in Europa hervorrief. In den Vereinigten Staaten versuchte man, mit zahlreichen Filmen, Songs und Marionettentheatershows über Alice im Wunderland Geld zu machen. Zum Beispiel ging Betty Boop im Zeichentrickfilm Betty in Blunderland ins Wunderland, genau wie Eva Le Gallienne 1932 in der Broadway-Show „Alice im Wunderland“, welche einer der Hits in diesem Jahr war. Irving Berlin komponierte einen Alice-im-Wunderland-Song, während Paramount mit großen Aufwand eine Adaption von Alice in Wonderland mit den Darstellern Charlotte Henry, W.C. Fields, Cary Grant und Gary Cooper produzierte. Im Jahr 1932 kam schließlich Alice Liddell, die Inspiration für die „Alice“ des ursprünglichen Buches, und mittlerweile eine ältere Dame, nach Amerika, um an den Jubiläumsfeierlichkeiten teilzunehmen.
Aufgrund dieses Interesses wurde der Film im renommierten Warner Theater in New York uraufgeführt.